# Hiroki Oka
Hiroki Oka (født 18. april 1988) er en japansk fodboldspiller, som spiller for den japanske fodboldklub Ventforet Kofu.